# Кинг, Грэм
Грэм Кинг (англ. Graham King; 19 декабря 1961) — продюсер, а также основатель кинокомпании GK Films. Лауреат премий «Оскар» и BAFTA.

## Биография
Уроженец Великобритании, Кинг переехал в США в начале 1980-х годов и вскоре был принят на работу в кинокомпанию 20th Century Fox. Позже основал собственную компанию Initial Entertainment Group, помимо кинофильмов продюсирует также и телевизионные сериалы. С 2002 года на постоянной основе сотрудничает с Мартином Скорсезе, их первым совместным проектом стала историческая драма «Банды Нью-Йорка». Затем последовал байопик о Говарде Хьюзе «Авиатор», за работу над которым Кинг получил первую номинацию на премию Американской киноакадемии. Следующий фильм, «Отступники», принёс продюсеру «Оскар» в категории «Лучший фильм года». В настоящее время выступает в качестве продюсера в картинах таких режиссёров, как Тим Бёртон, Бен Аффлек, Марк Форстер, Гор Вербински и других.
В 2010 году был удостоен звания офицера ордена Британской империи.

## Фильмография
| Год       |   | Русское название         | Оригинальное название             | Роль                      |
| --------- | - | ------------------------ | --------------------------------- | ------------------------- |
| 2000      | ф | Ко мне, Пинг!            | Ping!                             | исполнительный продюсер   |
| 2000      | ф | Доктор «Т» и его женщины | Dr. T & the Women                 | сопродюсер                |
| 2000      | ф | Траффик                  | Traffic                           | исполнительный продюсер   |
| 2001      | ф | Али                      | Ali                               | исполнительный продюсер   |
| 2002      | ф | Опасные игры             | The Dangerous Lives of Altar Boys | исполнительный продюсер   |
| 2002      | ф | Шаманы пустыни           | Desert Saints                     | исполнительный продюсер   |
| 2002      | ф | Банды Нью-Йорка          | Gangs of New York                 | соисполнительный продюсер |
| 2004—2004 | с | Траффик                  | Traffic                           | исполнительный продюсер   |
| 2004      | ф | Авиатор                  | The Aviator                       | продюсер                  |
| 2005      | ф | Баллада о Джеке и Роуз   | The Ballad of Jack and Rose       | исполнительный продюсер   |
| 2005      | ф | Незаконченная жизнь      | An Unfinished Life                | исполнительный продюсер   |
| 2006      | ф | Отступники               | The Departed                      | продюсер                  |
| 2006      | ф | Кровавый алмаз           | Blood Diamond                     | продюсер                  |
| 2007      | ф | Младенец                 | First Born                        | исполнительный продюсер   |
| 2007      | ф | Пророк                   | Next                              | продюсер                  |
| 2007      | ф | Садовник Эдема           | Gardener of Eden                  | исполнительный продюсер   |
| 2009      | ф | Молодая Виктория         | The Young Victoria                | продюсер                  |
| 2010      | ф | Возмездие                | Edge of Darkness                  | продюсер                  |
| 2010      | ф | Город воров              | The Town                          | продюсер                  |
| 2010      | ф | Телохранитель            | London Boulevard                  | продюсер                  |
| 2011      | ф | Турист                   | The Tourist                       | продюсер                  |
| 2011      | ф | Ромовый дневник          | The Rum Diary                     | продюсер                  |
| 2011      | ф | Хранитель времени        | Hugo                              | продюсер                  |
| 2012      | ф | Война миров Z            | World War Z                       | исполнительный продюсер   |
| 2012      | ф | Операция «Арго»          | Argo                              | исполнительный продюсер   |
| 2012      | ф | Мрачные тени             | Dark Shadows                      | продюсер                  |
| 2016      | ф | 5-я волна                | The 5th Wave                      | продюсер                  |
| 2018      | ф | Tomb Raider: Лара Крофт  | Tomb Raider                       | продюсер                  |
| 2018      | ф | Богемская рапсодия       | Bohemian Rhapsody                 | продюсер                  |